# Yakup Kadri Birinci
Yakup Kadri Birinci (* 24. November 1967 in Erzurum) ist ein ehemaliger türkischer Skirennläufer.

## Karriere
Birinci vertrat die Türkei bei drei Olympischen Winterspielen sowie den Weltmeisterschaften 1991. Sein bestes Ergebnis erzielte er dabei 1984 in Sarajevo mit dem 27. Platz im Slalom. Dies ist bis heute das beste Ergebnis eines türkischen Skirennläufers bei Olympischen Winterspielen.
Nach den Spielen 1992 in Albertville ist Birinci nicht mehr als Sportler in Erscheinung getreten.

## Erfolge

### Olympische Winterspiele
- Sarajevo 1984: 27. Slalom, 53. Riesenslalom
- Calgary 1988: 31. Slalom, 44. Super-G, DNF Riesenslalom
- Albertville: 75. Riesenslalom, 82. Super-G, DNF Slalom

### Weltmeisterschaften
- Saalbach-Hinterglemm 1991: 61. Super-G[1], 62. Super-G[2]